# Lampona pusilla
Lampona pusilla är en spindelart som beskrevs av Ludwig Carl Christian Koch 1873. Lampona pusilla ingår i släktet Lampona och familjen Lamponidae. Inga underarter finns listade i Catalogue of Life.